# Museo Ex Convento de Tepoztlán
El museo Ex convento de Tepoztlán también conocido como Museo de la Natividad es un museo ubicado en el estado de Morelos, fundado el 1 de enero de 1993.
Parte de la colección que éste posee fue donada por los habitantes del pueblo de Tepoztlán, los cuales a través de sus comentarios y participación en el proceso de conformación del museo contribuyeron a definir los temas que en él se presentan.

## Historia
El Museo Ex Convento de Tepoztlán fue construido por los indígenas tepoztecos por órdenes de frailes dominicos entre los años 1530 y 1540, con el fin de dedicarlo a la Virgen de la Natividad, motivo por el cual se le conoce como museo de la Natividad.
En 1993 el Instituto Nacional de Antropología e Historia(INAH) elabora un proyecto de restauración y en 1994 es declarado Patrimonio de la Humanidad por la UNESCO.
Los frailes dominicos iniciaron la construcción de este convento a mediados de siglo XVI, que al igual que otros de la época, consta de un gran atrio que ha servido de camposanto y de parque. El convento fue construido por los indígenas tepoztecos con piedras talladas unidas con mortero de cal, arena y aglutinantes vegetales. Aunque la construcción del convento parece simple, se ve agraciada por distintas pinturas sobre los muros interiores. Además, se debe mencionar que en la portada (entrada principal) se encuentra la Virgen del Rosario, a la que la acompañan santos, ángeles y querubines. Así como también, escudos emblemáticos y el infaltable perro con la antorcha ostentan su presencia dominica. Por último, se debe mencionar que este museo se localiza en la planta alta del Exconvento fue inaugurado el 26 de noviembre de 2000 está integrado por cinco salas de exhibición en las que el visitante puede conocer diferentes aspectos de la historia y la cultura de los pueblos que vivían en lo que actualmente es el municipio de Tepoztlán, Morelos. El interior del convento se caracteriza por tener hermosas decoraciones en las bóvedas y corredores que incluyen figuras geométricas y flores dedicadas a la virgen, emblemas de la orden dominica, hojas de acanto y extraños reyes con cola de peces entre otras figuras no identificadas ya que era común en aquel tiempo que las personas decorarán las iglesias y los conventos con dibujos que copiaban de los libros de época. También, en este convento igual que en otros de la Nueva España en el centro del lugar hay un patio o claustro adornado con una fuente y un jardín en el que había árboles; es decir, naranjos y plantas de sombra ya que los naranjos perfumaban el ambiente y simbolizaban la pureza. En la planta alta del exconvento se ubican las celdas o dormitorios de los religiosos, los baños y también la biblioteca, espacio exclusivo para los frailes al que pocas veces tenía acceso la comunidad. También, cabe destacar que en la actualidad en este sitio se encuentra el museo histórico de Tepoztlán.
Parte de la colección fue donada por los habitantes del pueblo de Tepoztlán los cuales a través de sus comentarios y participación en el proceso de conformación del museo contribuyeron a definir los temas que en él se presentan.
El Museo Ex Convento de Tepoztlán fue construido por los indígenas tepoztecos bajo las órdenes de los frailes dominicos entre 1555 a 1580, dedicado a la Virgen de la Natividad.
En 1993 el INAH crea un proyecto de restauración y en 1994 fue declarado Patrimonio de la Humanidad por la UNESCO. Finalmente, se debe mencionar que actualmente este recinto es la parroquia de la Natividad y el Museo y Centro de Documentación Histórica de Tepoztlán.

### Descripción del inmueble
Los frailes dominicos iniciaron la construcción de este convento a mediados del siglo XVI, que al igual que otros de la época, consta de un gran atrio que ha servido de camposanto y de parque. El convento fue construido por los indígenas tepoztecos con piedras talladas unidas con mortero de cal, arena y aglutinantes vegetales. Aunque la construcción del convento parece simple, se ve agraciada por distintas pinturas sobre los muros interiores. Además, se debe mencionar que en la portada (entrada principal) se encuentra la Virgen del Rosario, a la que la acompañan santos, ángeles y querubines. Así como también, escudos emblemáticos y el infaltable perro con la antorcha ostentan su presencia dominica. Por último, se debe mencionar que este museo se localiza en la planta alta del Exconvento fue inaugurado el 26 de noviembre del 2000 está integrado por cinco salas de exhibición en las que el visitante puede conocer diferentes aspectos de la historia y la cultura de los pueblos que vivían en lo que actualmente es el municipio de Tepoztlán, Morelos.

## Temáticas tratadas en el Museo Ex Convento de Tepoztlán
El interior del convento se caracteriza por tener hermosas decoraciones en las bóvedas y corredores que incluyen figuras geométricas y flores dedicadas a la virgen, emblemas de la orden dominica, hojas de acanto y extraños reyes con cola de peces entre otras figuras no identificadas ya que era común en aquel tiempo que las personas decorarán las iglesias y los conventos con dibujos que copiaban de los libros de época. También, en este convento igual que en otros de la Nueva España en el centro del lugar hay un patio o claustro adornado con una fuente y un jardín en el que había árboles; es decir, naranjos y plantas de sombra ya que los naranjos perfumaban el ambiente y simbolizaban la pureza.